# 珠海大桥
珠海大桥，是中国广东省珠海市的一条大桥，全长3,125米，双向六车道，设计时速80km/h；通航净空：主航道桥，净高22m，净宽100m。副航道桥，净高12.5m，净宽60m。两边设有人行道，横跨西江磨刀门水域，位处於斗门大桥以南，是 366省道的一部份；1991年10月动工，1993年11月落成通车，当年造价為人民币4.2亿元。
珠海大桥是珠海市区通往珠海机场、斗门区、金湾区和江门市的主要桥梁。

## 历史
1988年，珠海市委、市政府在经济发展远景规划中提出市区发展逐步向西推进，重点开发西区。
1989年，珠海大桥工程立项。
1991年10月，珠海大桥开工。
1993年11月，珠海大桥建成通车。
2025年3月，珠海大橋被公示將進行加固工程，计划建设工期为20个月，待珠海隧道通車後將開展相關工程。

## 扩建工程
珠海大桥早期设计荷载标准偏低，加之交通量的增长，导致珠海大桥承载能力不足，2012年检测结果为三类桥，存在一定的安全风险；同时，随着经济的快速发展，珠海大桥交通量急剧增加，现有的双向六车道桥已经不能满足交通量的需求。
因此，经珠海市委、珠海市政府研究，决定对珠海大道（珠海大桥东至泥湾门大桥西段）进行扩建。扩建项目分期立项推进，工程范围分为两段，分别是珠海隧道工程和珠海大道（珠海大桥西至泥湾门大桥西段）扩建工程。
项目建成后，预计新通道（珠海隧道）将成为主线，珠海大桥为辅道，主线通行限高为4.3米，极端天气及珠海大桥养护维修需封闭情况下，新通道大、小型车均可通行。